# Уеда Тадахіко
Уеда Тадахіко (яп. 上田 忠彦, нар. 3 серпня 1947, Кіото — пом. 15 квітня 2015) — японський футболіст, що грав на позиції нападника.

## Клубна кар'єра
Грав за команду Ніппон Стіл.

## Виступи за збірну
Дебютував 1970 року в офіційних матчах у складі національної збірної Японії. У формі головної команди країни зіграв 13 матчів.

## Статистика
Статистика виступів у національній збірній.
| Збірна Японії | Збірна Японії | Збірна Японії |
| Роки          | Ігри          | голи          |
| ------------- | ------------- | ------------- |
| 1970          | 10            | 7             |
| 1971          | 3             | 0             |
| Усього        | 13            | 7             |